# Kemenespálfa
Kemenespálfa é um município da Hungria, situado no condado de Vas. Tem 13,72 km² de área e sua população em 2015 foi estimada em 361 habitantes.